# Копальня Брукунга
Копальня Брукунга — колишній гірничодобувний майданчик на півдні Австралії.\
Розробку піритового родовища Брукунга провадила компанія Nairne Pyrites Pty Ltd, засновниками якої виступили три виробника суперфосфатних добрив Південної Австралії — Cresco Fertilisers, Adelaide Chemical and Fertiliser Company та Wallaroo-Mount Lyell Fertilisers, а також гірничодобувна BHP.
Видобуток стартував у 1955-му, провадився відкритим способом та в підсумку призвів до виникнення витягнутого на 1,8 кілометра кар'єра з висотою бортів у 70 та 85 метрів.
Руда надходила на збагачувальну фабрику, що доводила середній вміст сірки з 11 % до 40 % (всього до збагачення залучалась продукція зі вмістом сірки понад 5 %). Піритовий концентрат відправляли залізницею на споруджений за єдиним проєктом з копальнею завод сульфатної кислоти у Ларгс-Норт (Аделаїда). Проектна потужність копальні становила 300 тисяч тонн руди на рік.
Розробка Брукунга тривала дещо менше за два десятки років та була припинена в 1972-му. На той час на світовий ринок почались масові поставки сірки з канадських газопереробних заводів і уряд Австралії не став продовжувати дію субсидій на виробництво піритів.
За час експлуатації видобули 5,5 млн тонн руди, з якої отримали 1,3 млн тонн концентрату. Крім того, за результатами розробки в районі копальні залишилось 8 млн тонн бідної руди та 3,5 млн тонн хвостів збагачення.
Можливо відзначити, що Брукунга поряд з копальнею Айрон-Кінг стали єдиними гірничодобувними майданчиками в історії Австралії, що спеціалізувались на видобутку піритів, тоді як для кількох інших рудників пірити були супутнім видом продукції.